# 敘利亞伊斯蘭起義
叙利亚伊斯兰起义是1976年至1982年期間由逊尼派伊斯兰主义者發起的反阿薩德政權暴動。他們試圖推翻阿薩德政權並在叙利亚建立伊斯兰共和国。 他們在叙利亚各地罢工、抗议。  還有伊斯蘭民兵袭击敘利亞阿拉伯陸軍基地，并暗殺敘利亞复兴党干部、军官、苏联军事顾问和與阿萨德家族密切的人員。 敘利亞阿拉伯陸軍也對暴動人士展開報復。  為了打擊暴動人士，阿薩德政權發動了哈马大屠杀。 